# 津川城
津川城（つがわじょう）は、新潟県東蒲原郡阿賀町（越後国蒲原郡）にあった日本の城。阿賀野川と常浪川に囲まれた麒麟山に築かれた。1965年（昭和40年）4月7日付けで新潟県指定史跡。

## 歴史
蒲原郡は越後国に属しているが、津川を含めた東部地域（小川荘）は平安時代末期に会津の恵日寺領となったことで、明治初期まで会津地方の一部とみなされてきた（詳細は東蒲原郡を参照のこと）。
鎌倉時代の建長4年（1252年）に会津佐原氏の一族・金上盛弘が越後進出の足掛りとするために築城し、以来金上氏代々の居城となる。
戦国時代には蘆名氏の越後への進攻拠点となり、度々上杉氏と争っている。
天正6年（1578年）上杉謙信の急死により勃発した御館の乱で、城主の金上盛備は蘆名盛氏の命を受けて越後国蒲原郡に上杉景虎方として侵攻している。天正9年（1581年）に勃発した新発田重家の乱においては、上杉景勝は蘆名盛隆が新発田重家に加勢しないように林泉寺の住持・宗鶴を会津に派遣し、盛備にも誓書を求めた。このため盛備は一時表面上中立を保ったが、後には公然と重家を援助した。天正15年（1587年）、景勝が蘆名氏から重家への援助を断つため、金上氏の支城・赤谷城攻撃に向かうと、盛備は赤谷城に救援に向かうが藤田信吉に敗れ、赤谷城は陥落した。
天正17年（1589年）、盛備は摺上原の戦いで討死。子の盛実は伊達政宗に降伏し、津川城を没収された。津川城は原田宗時に与えられたが、天正18年（1590年）の奥州仕置により津川城は没収された。政宗に代わって会津に入封した蒲生氏郷は北川忠信を津川城主としたが、文禄4年（1595年）氏郷の死で蒲生騒動が起きる。津川城は豊臣家が預かり、蒲生家中で死傷者まで出ると大老の上杉景勝が城将を派遣し、不測の事態に備えた。
津川城を含む東蒲原が正式に景勝に与えられると、藤田信吉が城主となった。関ヶ原の戦いの直前の慶長5年（1600年）に信吉が上杉家を追われて徳川家康の下に逃れると、津川城には鮎川帯刀が配置された。
関ヶ原の戦いの後、会津に蒲生氏郷の子・秀行が復帰すると、岡重政が城主となる。岡重政は同僚の三春城主の蒲生郷成を追い落として実権を握るが、秀行の死後に重政が処刑され、郷成の遺児である蒲生郷喜兄弟の三春城復帰が認められると、それまで三春城代を務めていた蒲生郷治（秀行の次男忠知の代官）が津川城に移された。
寛永4年（1627年）、加藤嘉明が蒲生氏に代わって会津に入封した際に、幕府の命令により廃城となった。

## 遺構・復元施設
- 出丸下石垣
- 二の曲輪跡 - 「史跡津川城 二の曲輪跡」石碑。
- 本丸跡 - 「史跡津川城 本丸跡」石碑と隣に小さな旧石碑。
- 本丸背後の堀切

### 周辺施設・関連資料ほか
- 麒麟山公園案内板
- 金上稲荷 - 由来の書かれた説明板がある。

## 支城
- 赤谷城 - 小田切氏が守る支城。会津と阿賀北との物資中継拠点として重要な役割を果たしたが、藤田信吉により落城。

## ギャラリー

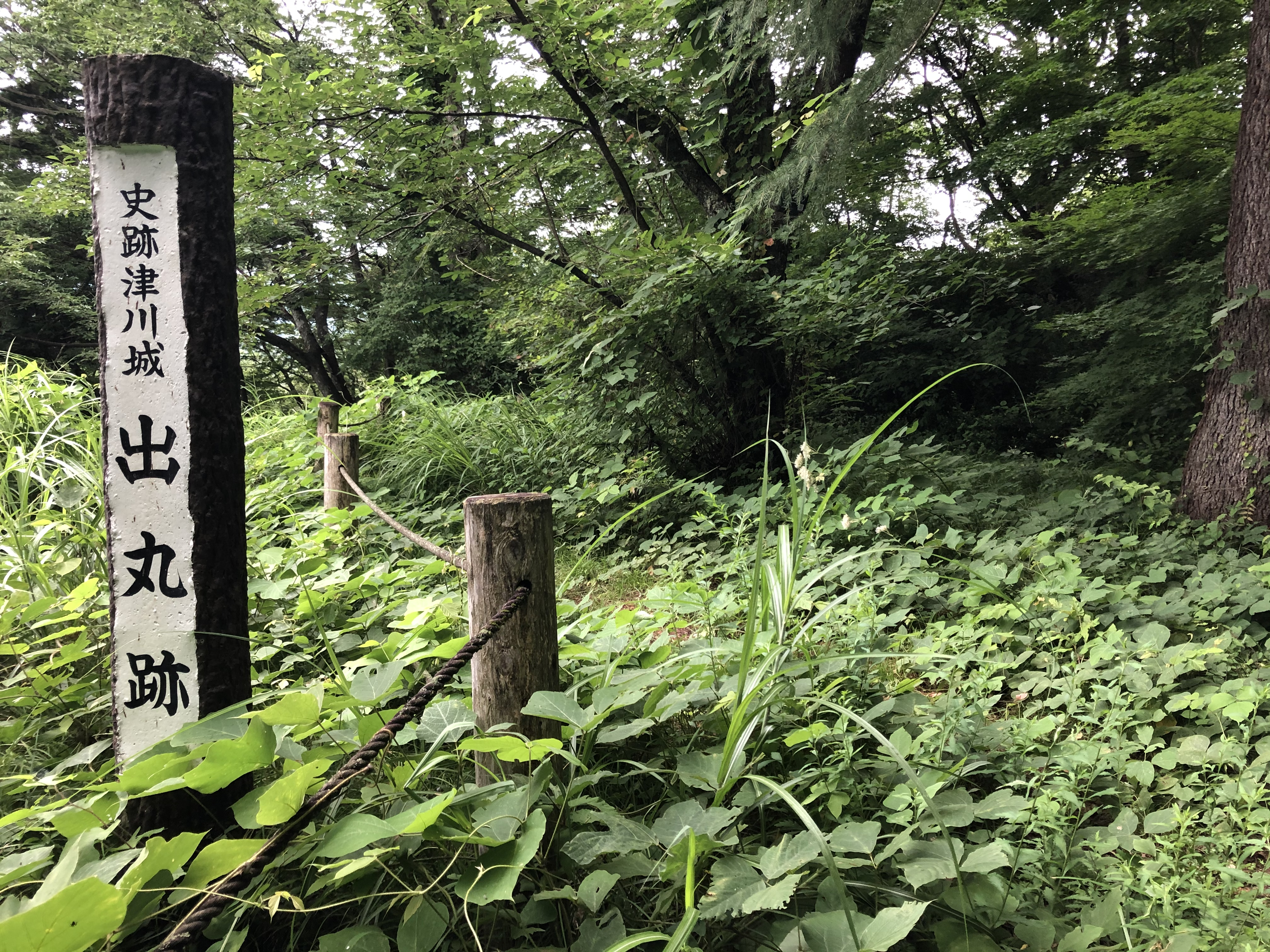
出丸跡
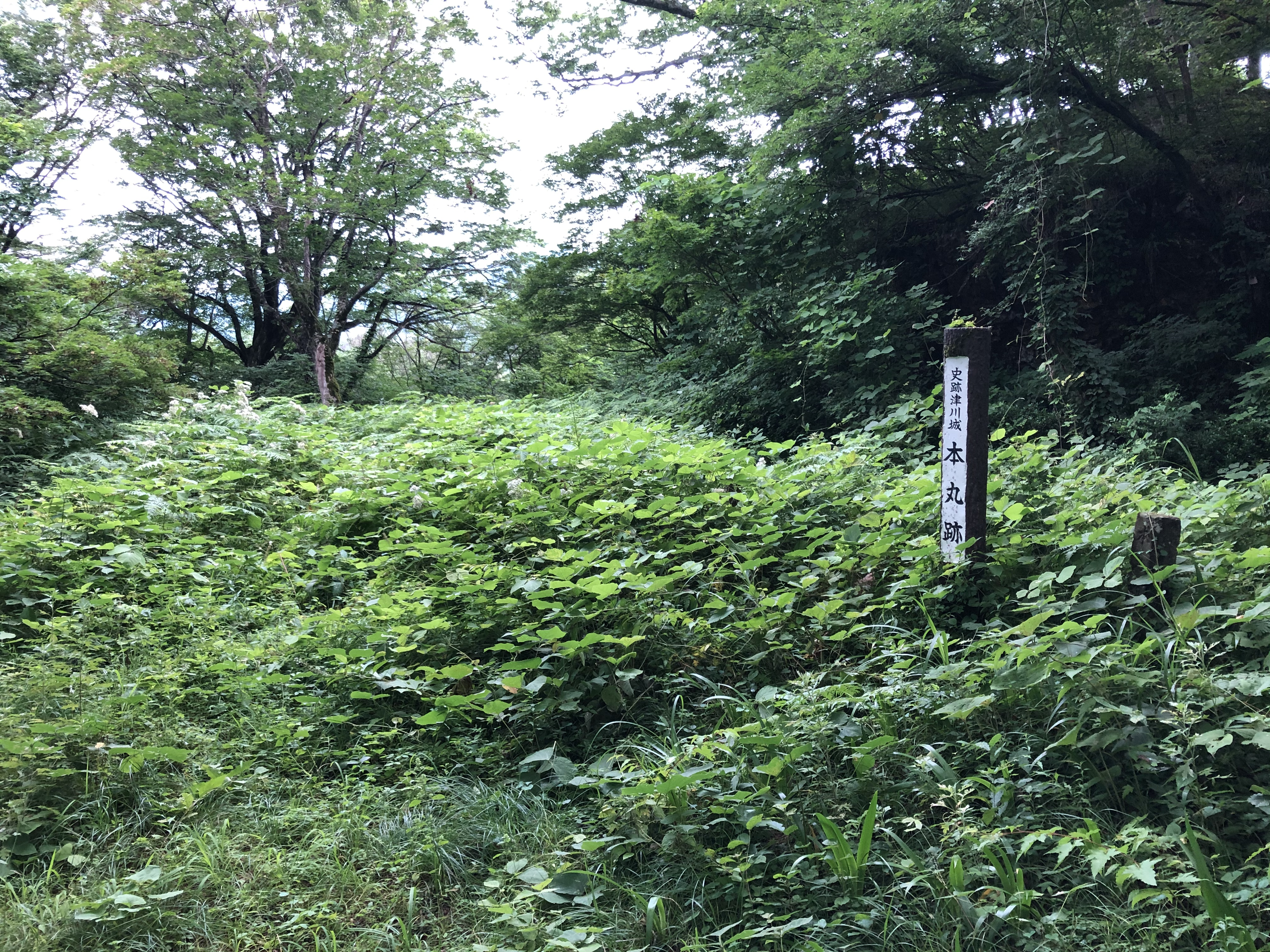
本丸跡
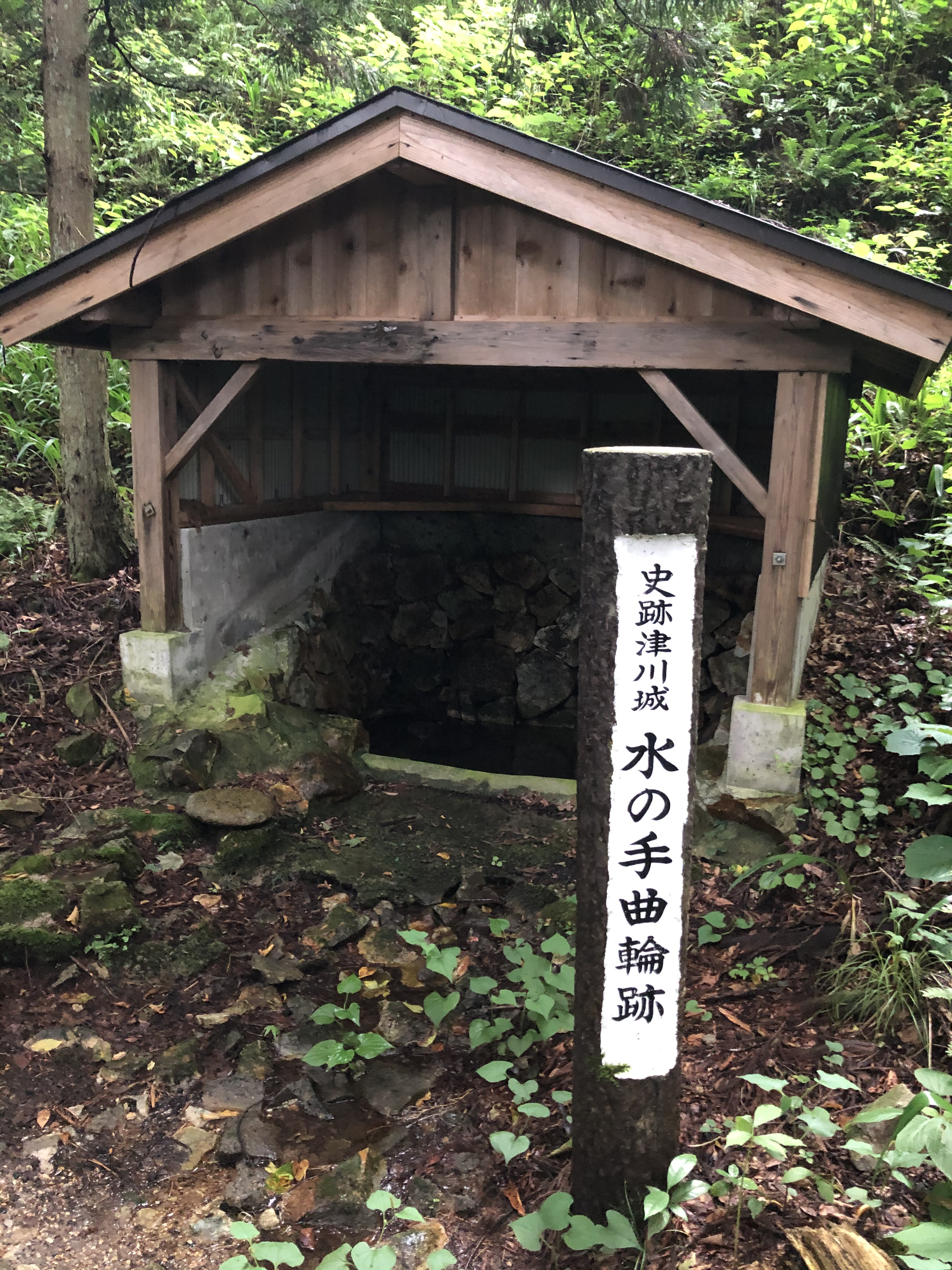
水の手曲輪跡
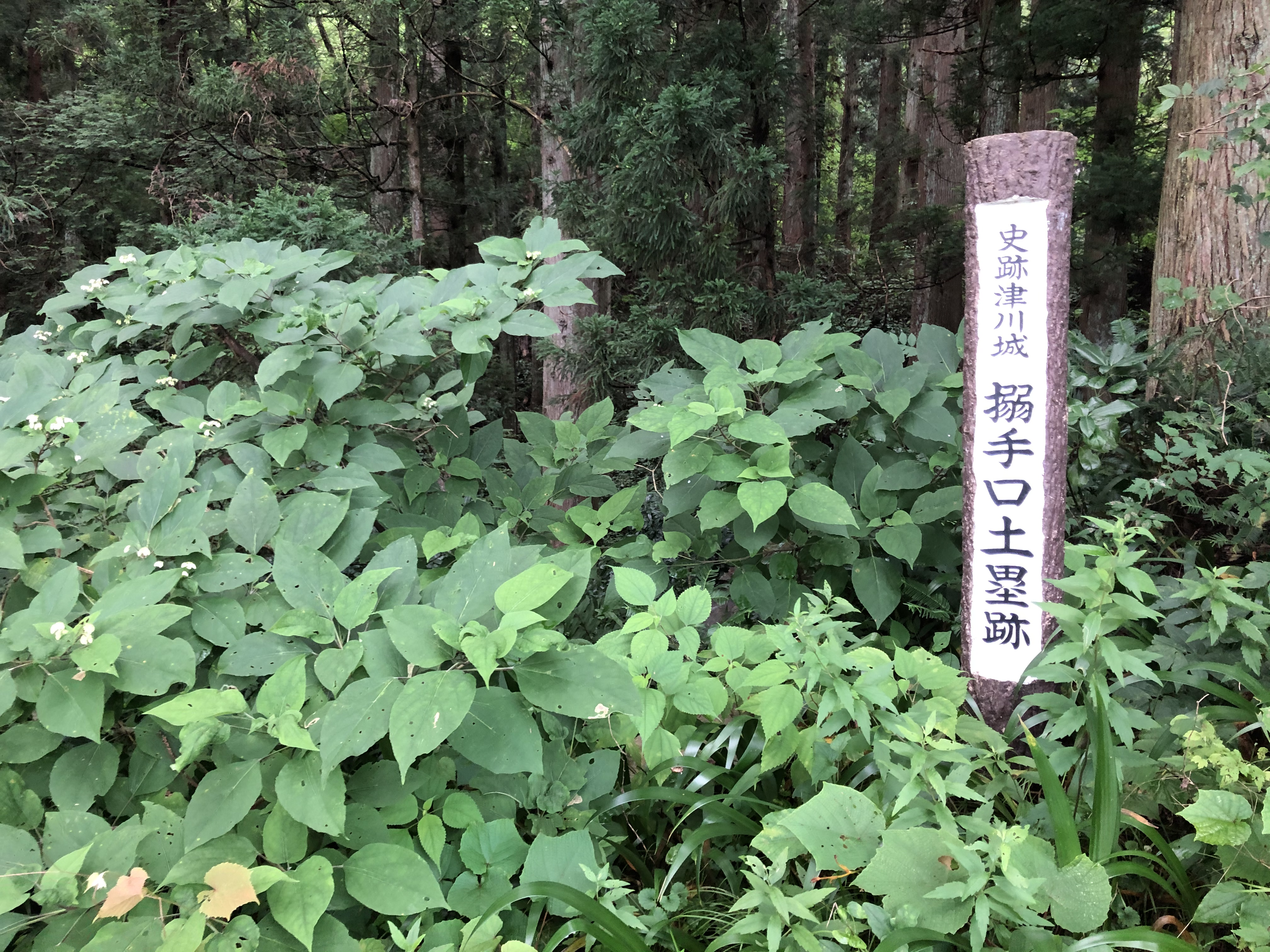
搦手口土塁跡
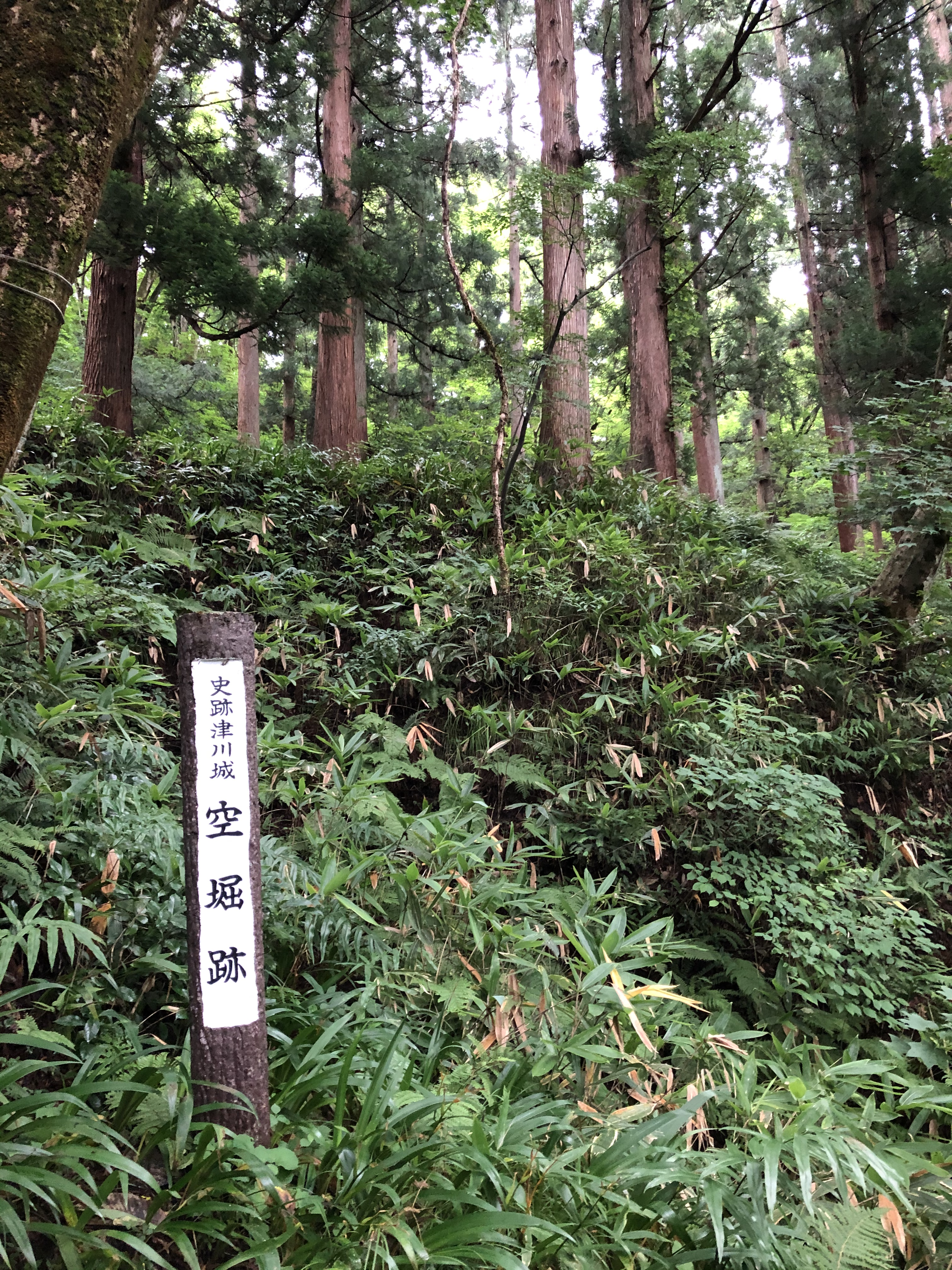
空堀跡
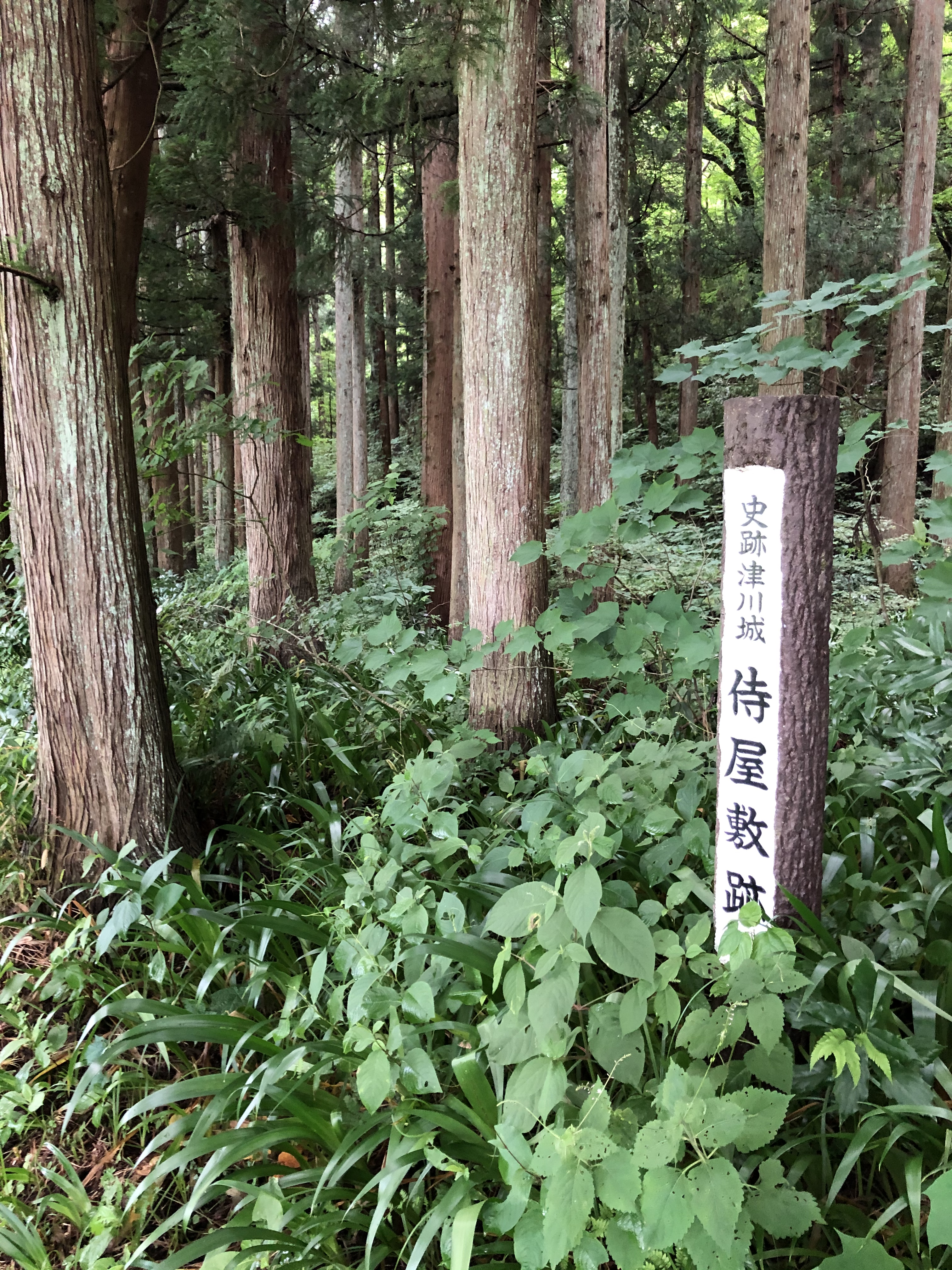
侍屋敷跡
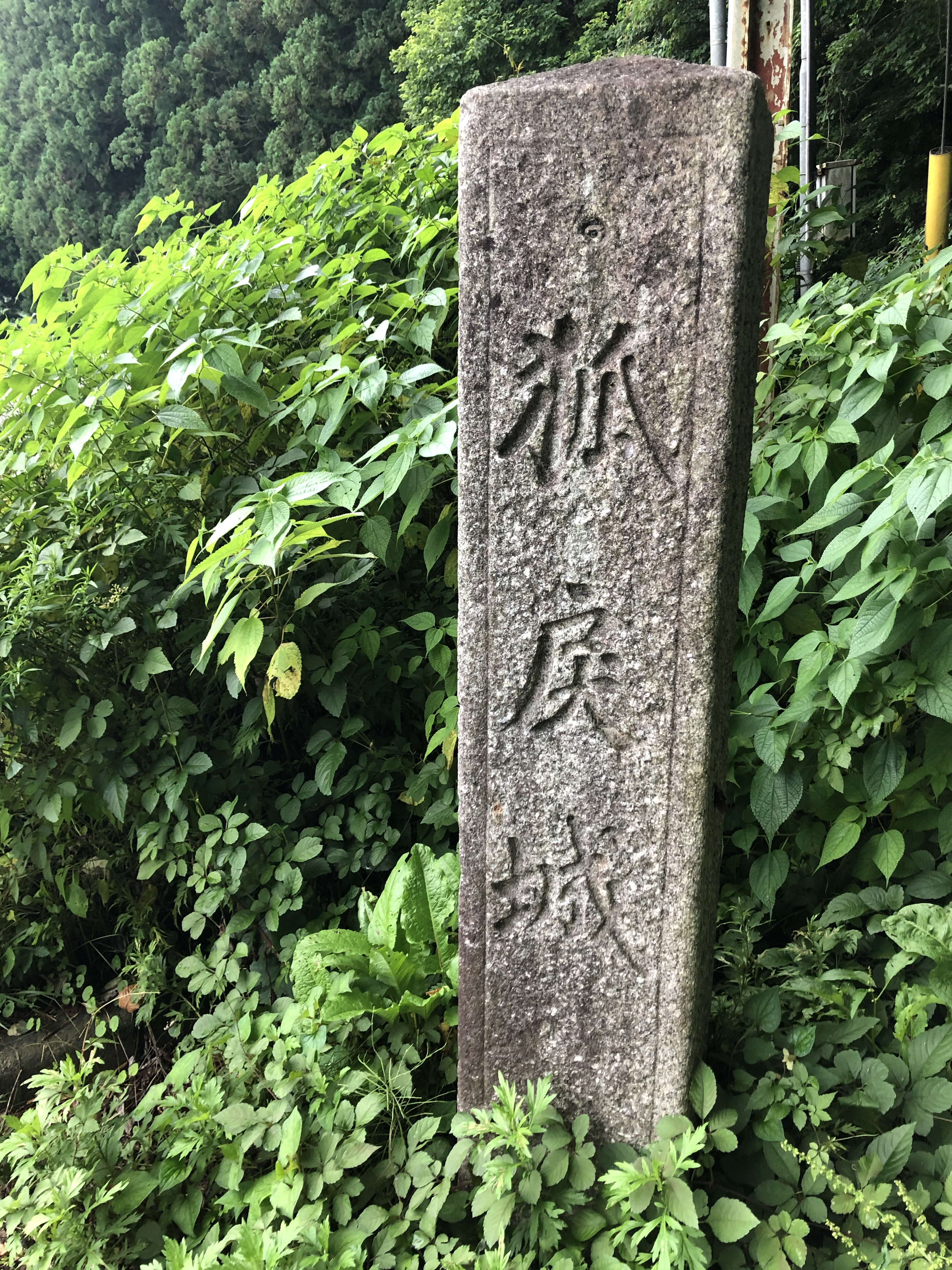
狐戻城の碑

## 交通
- JR磐越西線・津川駅からバスに乗り「県立病院前」バス停下車
- 磐越自動車道・津川ICから約5分
  - 麒麟山公園駐車場